# Tulen Kabilov
Tulen Kabilov (en kazajo: Төлен Қабылов, en ruso: Тулен Кабилов; Asy-Saga, Imperio ruso, 1917 – Königsberg, Alemania nazi, 10 de abril de 1945) fue un militar soviético de origen kazajo, con el rango de sargento, que combatió en las filas del Ejército Rojo durante la Segunda Guerra Mundial donde el 19 de abril de 1945 recibió el título de Héroe de la Unión Soviética por sus acciones durante la batalla de Königsberg, donde arrojó una granada antitanque bajo un cañón autopropulsado Elefant, pero murió en la explosión.

## Biografía

### Infancia y juventud
Kabilov nació en 1917 en la pequeña localidad rural de Asy-Saga en el Óblast de Semirechye —en esa época parte del Imperio ruso, actualmente situado en la provincia de Almatý en Kazajistán— en el seno de una familia de campesinos. Quedó huérfano a una edad muy temprana por lo que su hermana mayor se encargó de criarlo. Recibió educación secundaria inferior. Después de graduarse de los cursos en Almaty, trabajó como contable en una granja colectiva. Se unió al Partido Comunista de la Unión Soviética en 1940.

### Segunda Guerra Mundial
Kabilov fue reclutado en el Ejército Rojo en 1942. En mayo de 1942, fue enviado al frente de combate integrado en el 72.º Regimiento de Fusileros de la Guardia de la 24.ª División de Fusileros de la Guardia. En diciembre de 1942, luchó en la batalla para rechazar la fallida operación de socorro alemana en Stalingrado, la operación Wintergewitter. Durante 1943, luchó en la batalla para romper el Frente Mius y desde septiembre participó en la Batalla del Dnieper. Por su valor en estas batalla recibió la Medalla al Valor el 23 de marzo de 1944 y el 31 de mayo de 1944, por segunda vez. Durante el verano de 1944, Kabilov luchó en la ofensiva de Šiauliai. En octubre luchó en la batalla de Memel. El 31 de octubre recibió la Orden de la Estrella Roja.
En 1945, era líder de escuadrón en la 6.ª Compañía de Fusileros del Regimiento. En enero luchó en la Ofensiva de Prusia Oriental. El 10 de marzo, recibió la Orden de la Gloria de tercera clase por sus acciones del 22 de enero. Luchó en la Batalla de Königsberg, parte de la Ofensiva de Pomerania Oriental. El 8 de abril, durante el asalto a la ciudad, Kabilov fue, uno de los primeros en avanzar hacia la ciudad desde el sur. En una batalla callejera destruyó una ametralladora con una granada. También mató a cinco soldados alemanes con una ametralladora y a otro con la culata de un rifle. El 10 de abril, en la zona de Juditten, Kabilov ayudó a repeler un contraataque de los cañones autopropulsados alemanes Ferdinand. Arrojó una granada antitanque debajo de uno de los cañones autopropulsados, pero murió en la explosión. Fue enterrado en una fosa común en Chkalovsk.
El 19 de abril, Kabilov recibió el título de Héroe de la Unión Soviética y la Orden de Lenin.

## Condecoraciones
|  | Héroe de la Unión Soviética (19 de abril de 1945, póstumamente)        |
|  | Orden de Lenin (19 de abril de 1945, póstumamente)                     |
|  | Orden de la Estrella Roja (31 de octubre de 1944)                      |
|  | Orden de la Gloria de 3.er grado (10 de marzo de 1945)                 |
|  | Medalla al Valor, dos veces (23 de marzo de 1944 y 31 de mayo de 1944) |

## Legado
Una granja colectiva en la región de Almatý recibió su nombre, así como una escuela secundaria en Asy-Saga. Además fueron renombrados en su honor: una calle en Shelek, en 1968, un arrastrero de pesca frigorífico tipo Atlantik que operaba en Kaliningrado, en 1975, una calle de Almatý y, finalmente, en el edificio de la Escuela N.º 14 de Kaliningrado hay una placa conmemorativa en honor a Kabilov.